# Voleibol de praia na Universíada
O voleibol de praia é um dos esportes opcionais no programa esportivo da Universíada, presente pela primeira vez em Shenzhen 2011, realizada na China. Em Cazã 2013, na Rússia, o torneio de vôlei de praia foi disputado novamente. O esporte só voltará a ser disputado em Reno-Ruhr 2025, na Alemanha.

## Histórico

### Masculino
| Edição | Sede      | Medalha de ouro                                   | Medalha de prata                              | Medalha de bronze                                  |
| ------ | --------- | ------------------------------------------------- | --------------------------------------------- | -------------------------------------------------- |
| 2011   | Shenzhen  | Polônia (POL) Michał Kądzioła Jakub Szałankiewicz | Rússia (RUS) Sergey Prokopyev Yury Bogatov    | Ucrânia (UKR) Sergiy Popov Valeriy Samoday         |
| 2013   | Cazã      | Polônia (POL) Michał Kądzioła Jakub Szałankiewicz | Alemanha (DEU) Armin Dollinger Jonas Schröder | Rússia (RUS) Yaroslav Koshkarev Konstantin Semenov |
| 2025   | Reno-Ruhr | A disputar                                        | A disputar                                    | A disputar                                         |

### Feminino
| Edição | Sede      | Medalha de ouro                                   | Medalha de prata                               | Medalha de bronze                           |
| ------ | --------- | ------------------------------------------------- | ---------------------------------------------- | ------------------------------------------- |
| 2011   | Shenzhen  | Alemanha (DEU) Karla Borger Britta Büthe          | Estados Unidos (USA) Heather Hughes Emily Day  | Brasil (BRA) Elize Maia Ágatha Bednarczuk   |
| 2013   | Cazã      | Rússia (RUS) Ekaterina Khomyakova Evgenia Ukolova | Polônia (POL) Monika Brzostek Kinga Kołosińska | Alemanha (DEU) Chantal Laboureur Julia Sude |
| 2025   | Reno-Ruhr | A disputar                                        | A disputar                                     | A disputar                                  |

## Quadro de medalhas

### Masculino
| Ordem | País         | Medalha de ouro | Medalha de prata | Medalha de bronze |   |
| ----- | ------------ | --------------- | ---------------- | ----------------- | - |
| 1     | POL Polônia  | 2               |                  |                   | 2 |
| 2     | RUS Rússia   |                 | 1                | 1                 | 2 |
| 3     | DEU Alemanha |                 | 1                |                   | 1 |
| 4     | UKR Ucrânia  |                 |                  | 1                 | 1 |
| TOTAL | TOTAL        | 2               | 2                | 2                 | 6 |

### Feminino
| Ordem | País               | Medalha de ouro | Medalha de prata | Medalha de bronze |   |
| ----- | ------------------ | --------------- | ---------------- | ----------------- | - |
| 1     | DEU Alemanha       | 1               |                  | 1                 | 2 |
| 2     | RUS Rússia         | 1               |                  |                   | 1 |
| 3     | USA Estados Unidos |                 | 1                |                   | 1 |
|       | POL Polônia        |                 | 1                |                   | 1 |
| 5     | BRA Brasil         |                 |                  | 1                 | 1 |
| TOTAL | TOTAL              | 2               | 2                | 2                 | 6 |

### Geral
| Ordem | País               | Medalha de ouro | Medalha de prata | Medalha de bronze |    |
| ----- | ------------------ | --------------- | ---------------- | ----------------- | -- |
| 1     | POL Polônia        | 2               | 1                |                   | 3  |
| 2     | DEU Alemanha       | 1               | 1                | 1                 | 3  |
|       | RUS Rússia         | 1               | 1                | 1                 | 3  |
| 4     | USA Estados Unidos |                 | 1                |                   | 1  |
| 5     | BRA Brasil         |                 |                  | 1                 | 1  |
|       | UKR Ucrânia        |                 |                  | 1                 | 1  |
| TOTAL | TOTAL              | 4               | 4                | 4                 | 12 |